# 지족초등학교
지족초등학교는 대한민국 경상남도 남해군 삼동면 지족리에 있는 공립 초등학교이다.

## 학교 연혁
- 1938년 4월 26일: 삼동공립심상소학교 지족분교장 개교
- 1941년 4월 1일: 지족공립국민학교 승격
- 1981년 3월 1일: 병설유치원 개원
- 1996년 3월 1일: 지족초등학교로 개칭
- 1999년 3월 1일: 난령분교장 편입
- 2006년 3월 1일: 난령분교장 통폐합
- 2006년 12월 15일: 지족도서관(HAPPY ROOM) 개관
- 2015년 7월 1일: 삼성 스마트스쿨 운영학교(삼성전자 사회봉사단)
- 2015년 9월 1일: SW교육연계 로봇실험학교(한국교육학술정보원)

## 참고 자료
- 지족초등학교 - 한국교육학술정보원 학교알리미